# His California Album
His California Album — студійний альбом американського блюзового співака Боббі Блу Бленда, випущений у 1973 році лейблом Dunhill.

## Опис
Цей альбом 1973 року став дебютний для Боббі Бленда на Dunhill, дочірньому лейблі ABC Records і першим після 20-річної роботи на Duke (Дон Робі також присутній на альбомі як автор пісень під псевдонімом Дедрік Мелоун, написавши чотири пісні, включаючи найбільший хіт альбому «This Time I'm Gone for Good»). Продюсер Стів Баррі осучаснив Бленда, який записав кавер-версії «Help Me Make It Through the Day» Леона Расселла, «(If Loving You Is Wrong) I Don't Want to Be Right» Лютера Інгрема і «I've Got to Use My Imagination» Gladys Knight & the Pips.
У 1973 році альбом посів 136-е місце в чарті The Billboard 200 журналу «Billboard».

## Список композицій
1. «This Time I'm Gone for Good» (Дедрік Мелоун, Оскар Перрі) — 3:32
2. «Up and Down World» (Дедрік Мелоун, Вернон Моррісон) — 3:33
3. «It's Not the Spotlight» (Баррі Голдберг, Джеррі Гоффін) — 3:52
4. «(If Loving You Is Wrong) I Don't Want to Be Right» (Лютер Інгрем, Мек Райс) — 3:50
5. «Goin' Down Slow» (Джеймс Берк Оден) — 5:35
6. «The Right Place at the Right Time» (Дедрік Мелоун) — 2:55
7. «Help Me Through the Day» (Леон Расселл) — 3:50
8. «Where My Baby Went» (Дедрік Мелоун) — 3:19
9. «Friday the 13th Child» (Девід Клейтон Томас) — 3:14
10. «I've Got to Use My Imagination» (Баррі Голдберг, Джеррі Гоффін) — 4:14

## Учасники запису
- Боббі Блу Бленд — вокал
- Бен Беней, Девід Коен, Дін Паркс, Ларрі Карлтон, Мел Браун — гітара
- Чак Фіндлі, Дік Гайд, Ерні Воттс, Джек Келсон, мол., Пол Губісон — духові
- Макс Беннетт, Вілтон Фелдер — бас-гітара
- Ед Грін — ударні
- Джинджер Блейк, Джулія Тіллмен, Максін Віллард — бек-вокал
- Сід Шарп — концертмейстер [струнні]
- Майкл Омартян — диригування, аранжування, фортепіано, орган

Технічний персонал
- Стів Баррі — продюсер
- Філ Кей — інженер (аудіо)
- Говард Гейт — асистент інженера
- Ален Моро — ілюстрація
- Фред Пуер — фотографія

## Хіт-паради
Альбоми
| Рік  | Чарт              | Позиція |
| ---- | ----------------- | ------- |
| 1973 | The Billboard 200 | 136     |

Сингли
| Рік  | Сингл                         | Чарт              | Позиція |
| ---- | ----------------------------- | ----------------- | ------- |
| 1973 | «This Time I'm Gone for Good» | R&B Singles       | 5       |
| 1973 | «This Time I'm Gone for Good» | Billboard Hot 100 | 42      |
| 1974 | «Goin' Down Slow»             | R&B Singles       | 17      |
| 1974 | «Goin' Down Slow»             | Billboard Hot 100 | 69      |